# Giuseppe Lanza di Scalea
Giuseppe Lanza di Scalea est un homme politique italien, né à Palerme le 18 janvier 1870, mort dans cette ville le 20 octobre 1929.

## Biographie

### Famille
Giuseppe Lanza di Scalea est le fils du sénateur Francesco Lanza Spinelli dei principi di Scalea et de Rosa Mastrogiovanni Tasca Nicolosi. Sa famille est fortement ancrée dans la politique locale : son arrière-grand-père, Pietro Lanza, a été président du Conseil du royaume de Sicile, son grand-père, Lucio Tasca est député puis sénateur, son oncle, Giuseppe Tasca Lanza, parlementaire et maire de Palerme, ses cousins, Alessandro Tasca et Pietro Lanza di Trabia, députés (l'un socialiste, l'autre de droite), et son frère aîné, Pietro, parlementaire puis ministre.
Giuseppe Lanza di Scalea étudie à l'université de Palerme et épouse Valentine Rousseau, fille du baron Alfred Rousseau, consul de France à Palerme, avec qui il a un fils, l'ingénieur Francesco Lanza di Scalea (1912-1988), qui a été député régional de 1948 à 1951 pour le Bloc libéral démocratique qualunquiste, et une fille, Rosita (1909-1984), militante féministe au sein de l'Union des femmes en Italie et fondatrice d'une association à Palerme affiliée à l'Associazione italiana per l'educazione demografica en faveur de l'éducation sexuelle et contraception.

### Conseiller municipal puis maire de Palerme
Giuseppe Lanza di Scalea s'occupe de la gestion du patrimoine familiale, et s'engage comme ses proches en politique. En avril 1902, il est sur la liste clérico-modérée menée par Paolo Beccadelli di Bologna avec l'appui de L'Ora, aux côtés d'Antonio Marinuzzi, Giuseppe Pitrè, Emanuele Arezzo (directeur de l'Union catholique du travail), et l'avocat Vincenzo Mangano (rédacteur en chef adjoint du nouveau journal catholique palermitain Sole del Mezzogiorno), alors que son oncle, Giuseppe Tasca Lanza, dirige victorieusement la liste démocrate et prend la tête du conseil que le trentenaire combat fermement. Il est assesseur aux Travaux publics auprès du maire Girolamo Di Martino et démissionne peu avant les élections municipales de 1914 à la suite des échanges vigoureux sur le raccordement de la banlieue au tramway dont il considère qu'il pourrait être moins dispendieux et éviter de traverser la Via Maqueda et l'actuel Corso Vittorio Emanuele.
Au sein de l'opposition municipale, il alterne conflit dur et concessions cordiales, stratégie qui lui offre un gain de puissance et de visibilité. Aussi, quand le maire Salvatore Tagliavia démissionne, il est élu, en tant que chef de fille de l'opposition, au quasi-consensus le 19 mai 1920. L'accord autour d'une junte de coalition permet d'échapper à la nomination d'un commissaire du gouvernement jusqu'aux élections générales du 7 novembre suivant.
Les forces constitutionnelles ne parviennent pas à s'unir contre les socialistes et le Parti populaire italien (PPI), malgré l'accord sur la présence sur la liste de Tagliavia, mais à cause de la présence potentielle de figures à la moralité douteuse. La crainte suscitée par la manifestation populaire après l'assassinat du syndicaliste Giovanni Orcel ne les empêche pas de se présenter séparément. Face à la Ligue démocratique de Tagliavia, accusée de collusion avec la mafia, le prince de Trabia mène l'Unione Palermitana, dont la liste, plus modérée, comprend des libéraux, des radicaux, des réformistes sociaux, des nationalistes, des anciens combattants et des industriels, et seulement huit conseillers sortants, dont Scalea, et reçoit le soutien des députés Di Salvo, Scialabba et Zito. Les 54 sièges de l'Unione palermitana contre 26 pour la Ligue démocratique, assure à Scalea sa reconduction à la tête de la ville avec un renouvellement de près des deux tiers des sièges municipaux.
En 1920, la ville est affligée par une grave crise alimentaire et financière qui s'aggrave encore en octobre quand reviennent les étudiants et les familles. La pénurie de denrée et l'inflation galopante se font au bénéfice de la mafia qui contrôle les marchés alimentaires. Les syndicats luttent pour de meilleures conditions de travail et l'égalité salariale avec le Nord, mais, s'opposant aux dirigeants réformistes de la Chambre du Travail prêts à transiger, Orcel et les dirigeants de la Fiom s'engagent dans une vague de grèves et des manifestations avec des affrontements sanglants avec les forces de l'ordre et des occupations d'usines, auxquels répondent arrestations et licenciements. Les nationalistes et les fascistes contribuent à l'agitation. La bourgeoisie palermitaine et les chefs d'entreprises, unis dans l'Association sicilienne des industriels métallurgiques et connexes, craignent le mouvement ouvrier qui est fragilisé par l'assassinat d'Orcel en octobre 1920.
Le personnel municipal compte de 4 100 employés (dont 983 enseignants, 351 jardiniers, 104 pompiers, 468 éboueurs et 162 jardiniers). Conscient de la situation financière dramatique de la municipalité, il s'attaque à la réduction des dépenses publiques en réorganisant les services des impôts locaux, en triplant les recettes douanières, et en visant les fraudeurs. Plusieurs mesures municipales et la bonne récolte de céréales en 1921, permettent de stabiliser la situation. Il assainit le fonctionnement de la compagnie municipale de gaz, de la police municipale, et des services d'ordures et d'assainissement. Il crée un organisme d'habitat social pour répondre à la pénurie de logements pour les pauvres et ferme le moulin et la boulangerie municipaux créés par son oncle.
S'il retrouve l'équilibre en l923, le budget affiche un déficit de 6 millions dès 1924 à cause du transfert de nouvelles compétences aux communes (entretien des écoles secondaires et des locaux des tribunaux).
Il obtient des aides de l'État pour les travaux publics qui doivent relancer la vie économique locale et réduire le chômage ouvrier. Ainsi sont asphaltées plusieurs rues du centre-ville, en particulier la Via Maqueda et Via Vittorio Emanuele, alors que le goudron est privilégié dans les bourgs alentours. L'achèvement de la Via Roma est engagé avec le prolongement de la ligne de tramway jusqu'à la gare (1922) et le choix par concours du projet de l'ingénieur Capitò pour l'« entrée monumentale » sur la Via Lincoln. Il inaugure la route du Monte Pellegrino, conçue par Giuseppe Damiani Almeyda, en mai 1924, aux côtés de Benito Mussolini. Sous son mandat débutent également les travaux du nouveau port, réduits par manque de fonds.
Pour l'accueil du roi Victor-Emmanuel III à Palerme, il organise une grande réception dans la Villa Scalea à Resuttana Colli.
Peu après la visite de Mussolini à Palerme, le groupe fasciste quitte l'équipe municipale qui doit laisser le pouvoir. Sa démission le 21 mai 1924 ouvre une période de vingt ans sans maire à la tête de Palerme, remplacés par deux commissaires royaux puis des potentats nommés par le régime fasciste.

### Sénateur
Quatre mois après sa démission, le 18 septembre 1924, il est nommé sénateur du royaume.
Il meurt soudainement le 20 octobre 1929, alors qu'il devait se rendre aux obsèques de son cousin, Pietro Lanza di Trabia.

## Hommages
La ville de Palerme a baptisé en son honneur la route de la via San Lorenzo à la viale dell'Olimpo et un buste est présent dans l'hôtel de ville.